# Idrisiyya
De Idrisiyya is een Soefi-stroming opgericht door Ahmad Ibn Idris al-Fasi (1760 - 1837) uit Fez. De stroming was actief in Noord-Afrika en Jemen. Na de dood van Ibn Idris viel de stroming uiteen in verschillende richtingen, waaronder die van de Senussiya, onder leiding van Muhammad ibn Ali as-Senussi (1787 - 1859) in Libië.